# RAID
RAID (Redundant array of independent disks; originally redundant array of inexpensive disks) je standard povezovanja dveh ali več trdih diskov in upravljanja z njimi, ki je nastal z namenom, da bi lahko več manjših in počasnejših posameznih fizičnih diskov povezali v večjo in hitrejšo in/ali bolj zanesljivo logično enoto. 

## Zgodovina RAID
Izraz RAID so skovali David Patterson, Garth A. Gibson in Randy Katz, na Univerzi Berkeley v Kaliforniji. Leta 1988 so predstavili znanstveni članek "A Case for Redundant Arrays of Inexpensive Disks (RAID)"  na konferenci SIGMOD. S člankom so hoteli dokazati, da je možno hitreje in bolj učinkovito brati in pisati iz skupka cenejših diskov, kakor iz dražjih. 
Kljub temu da se odpovedi diskov večajo glede na to, koliko diskov imamo, je zanesljivost polja diskov večja od enega dražjega. 

## Pregled
Večina vrst RAID je narejena tako, da podatke zavaruje s shemo ki se ji reče "parnost". Ta shema je široko uporabljena po vseh področjih informacijske tehnologije. Večina preprostih vrst uporablja ekskluzivni ALI(XOR), samo RAID 6 uporablja dve različni pariteti za preverjanje in varovanje podatkov.
RAID lahko tudi poveča hitrost in varnost na diskih SSD, brez da bi imeli v sistemu samo SSD diske. Na primer en hiter SSD lahko zrcalimo na mehanski disk. Da bi ta konfiguracija delovala, potrebujemo poseben kontroler da uporablja SSD samo za bralne operacije. Pri podjetju Adaptec so poimenovali to "hibridni RAID".

## Vrste RAID
Poznamo več vrst sistema RAID:
Raid 0 (Scary RAID) - Za uporabo te funkcije potrebujemo vsaj dva diska. Zagotavlja izboljšano zmogljivost in dodaten prostor, vendar ni odporen na napake. RAID 0 razdeli I/O operacije na enako velike bloke, ki jih enakomerno razporedi po dveh diskih, možno je uporabiti tudi več kot dva diska. RAID 0 polje je možno narediti tudi z ralično velikimi diski, vendar je prostor, ki ga pridobimo v polje, velik le toliko, kot je velik najmanjši disk v polju. Zanesljivost RAID 0 je enaka zanesljivosti posameznega diska, deljena s številom diskov v polju. Torej če imamo 4 diske in se eden izmed njih pokvari, izgubimo popolnoma vse podatke.
Raid 1 - Za uporabo funkcije RAID 1 potrebujemo najmanj dva diska. Predpostavimo, da imamo v bazi vgrajena 2 diska. Informacijo prejme strežnik in jo shrani v disk 1 nato jo kopira na disk 2. RAID 1 način ima višjo toleranco napak, kar pomeni da se v strežniku lahko uniči en disk. Tukaj pride prav funkcija Hot Swap. Hot Swap je funkcija, ki omogoča menjavo diska med njegovim delovanjem in delovanjem strežnika. Torej če se v sistemu en disk pokvari, ga preprosto menjamo in nadomestimo z novim. Nato bo strežnik sam prekopiral podatke iz zdravega diska v novi disk.
Raid 5 - Za uporabo te funkcije potrebujemo minimalno 3 diske. Deluje kot način RAID 0 z razliko da rezervira vsaj en disk za toleranco napak. Tako kot pri RAID 1 se vam lahko uniči le 1 disk. Branje iz diskov je veliko hitrejše kot pri RAID 1, pisanje pa je lahko veliko počasnejše brez prave strojne opreme. In tudi sam postopek obnove pokvarjenega diska je lahko zelo dolgotrajen.
Raid 6 - Za uporabo te funkcije potrebujemo minimalno 4 diske in zelo zmogljivo strojno opremo. Je kot RAID 5 z razliko da je varnejši. Lahko preživi do okvare na 2 diskih in se lahko popolnoma obnovi ob zamenjavi! In je veliko počasnejše pisanje kot pri RAID 5.
RAID 10 - Za uporabo te funkcije potrebujemo vsaj 4 diske. Je kombinacija med RAID 0 in RAID 1. Primer. Imamo 2 para diskov, 1/2 in 3/4. Razdeli I/O operacijo na enako velike bloke in jih razporedi na diske 1 in 2. Nato se podatki iz diska 1 kopirajo na disk 3. Podatki iz diska 2 pa v disk 4. Lahko izgubite do 2 diska in ob zamenjavi se ne izgubite nobenega podatka.